# Hamilton (Kansas)
Hamilton – miejscowość w Stanach Zjednoczonych, w stanie Kansas, w hrabstwie Greenwood.